# Лапшин, Владимир Рудольфович
Владимир Рудольфович Лапшин (4 апреля 1967, Череповец — 19 марта 2018, там же) — советский и российский футболист, защитник.
Сын Рудольфа Лапшина (1937—2014), игравшего в 1960-х годах за ленинградский СКА и «Металлург» Череповец. Воспитанник футбольной школы СДЮСШ-2 «Строитель» Череповец, тренеры Ю. Пахомов, А. В. Соколов. Играл за команды первой (1993), второй (1984—1989, 1992, 1994—1999) и второй низшей (1990—1991) лиг «Строитель»/«Химик»/«Булат» Череповец (1984—1985, 1990—1992) и «Динамо» Вологда (1986—1989, 1993—1999). За череповецкую команду провёл 127 игр, забил три гола, за вологодскую — 346 игр, три гола.
Играл в связке с Валерием Михалевичем. Не имея высокого роста, умело играл головой.
Скончался от смертельной болезни в 2018 году на 51-м году жизни.